# نیو پراویدنس
نیو پراویدنس (به لاتین: New Providence) یک شهرستان در باهاما است که در اقیانوس اطلس واقع شده‌است.

## خصوصیات
نیو پراویدنس ۲۴۸٬۹۴۸ نفر جمعیت دارد و ۵ متر بالاتر از سطح دریا واقع شده‌است.